# Вершки да корешки (альбом)
«Вершки́ да корешки́» — третий студийный и последний альбом российской группы «Дабац». Презентация альбома прошла 14 января в московском клубе «Икра».

## Рецензии
Принципиально отличается от предыдущих альбомов своим живым звучанием. Записывался в течение четырёх лет. Незадолго до официального релиза альбом был выложен в интернете без трёх треков (10-12).
Кроме того, интересен переплетением живой музыки и семплов известных исполнителей регги.

В данном альбоме есть общее растаманское звучание, но мало песен с именно растаманской начинкой. Ребята выполнили парой-тройкой песен обязательную программу и оставили много места для креатива. Это очень приятно удивило… Как бы мне здесь не хотелось притягивать за уши патриотизм, но это, чёрт возьми, можно назвать «русским народным регги».— Линус Унисон. Дабац - Вершки да корешки. Рифма мира (31 января 2010). Архивировано 13 мая 2012 года.

## Список композиций
| №                   | Название                        | Длительность |
| ------------------- | ------------------------------- | ------------ |
| 1.                  | «Кунта Кинте»                   | 1:57         |
| 2.                  | «Спальный район»                | 3:37         |
| 3.                  | «Давайб»                        | 2:37         |
| 4.                  | «Родная речь»                   | 3:49         |
| 5.                  | «Путь (feat. Ganjaman)»         | 2:57         |
| 6.                  | «Одна»                          | 3:12         |
| 7.                  | «Берега реки»                   | 3:08         |
| 8.                  | «Освободись от Вавилона»        | 4:27         |
| 9.                  | «Танец войны»                   | 2:14         |
| 10.                 | «Ух»                            | 3:43         |
| 11.                 | «Змей»                          | 2:51         |
| 12.                 | «123 (feat. Staisha)»           | 3:37         |
| 13.                 | «Громкость 2.0 (feat. Смитана)» | 3:15         |
| Общая длительность: | Общая длительность:             | 41:29        |

## Участники записи
- Сергей «RasKar» Позняков — музыка (1, 2, 4-13), слова (2-11, 13), запись, сведение, мастеринг (1-13)
- Панда — музыка (4), слова (2-4, 6-10, 12, 13), скретч (12)
- Дмитрий Буланцев — барабаны (1-12)
- Сергей Плотников — гитара (1-2, 5-7, 9-12), бас (2, 7)
- Никита Куст — клавиши (1, 2, 5, 7-10,
- Сергей Боганов — музыка (6), бас (1, 3-6, 8, 10-12), клавиши (6), сведение (3, 6)
- Егор Шаманин — саксофон (2, 4, 5, 9), духовые (11, 13)
- Александр Косилов — труба (2-5, 7-9)
- Настя «Staisha» Александрина — вокал (12), бэк-вокал (2, 3, 5, 7-9, 11, 12)
- Ganjaman — слова (5)
- JahgunBand «Love Riddim» — музыка (3)
- Вадим Jahgun — бэк-вокал (3)
- Андрей Голубев — гитара (3)
- Александр Черепанов — перкуссия (3)
- Акоп Мкртчян — клавиши (3)
- Смитана — слова (13)
- Дюша Фанки — музыка (12, 13), бас (13)
- Наиль Курамшин — музыка (13), гитара (13)
- Сергей Богданов — музыка (10), бас (9)
- Урфин — барабаны (13)
- Джженя — скретч (2, 13)
- Константин Лиховид — саксофон (3, 7, 8)
- Максим Карпычев — флейта (7)
- Алексей Бархан — оформление диска